# Desgrandeza
Desgrandeza é o segundo romance de Celso Kallarrari, publicado em 2019. 

## Sinopse
Trata-se de um romance pós-moderno, cuja história de amor se passa durante o Regime Militar entre um padre dominicano e sua prima. Livro marcado pela dramática crise em relação ao amor e o celibato, as fortes tensões entre o Regime Militar e os militantes de esquerda, a questão do celibato, a evidência de crises familiares, a denúncia de práticas abusivas cometidas intra murus da Igreja Católica e das torturas e mortes cometidas pelo Regime Militar. De acordo com Lúcia Facco, crítica Literária e doutora em Literatura Brasileira,
“O autor faz um trabalho magnífico com a linguagem, pois mostra a mais improvável e proibida história de amor em um terrível cenário da história brasileira: os anos de chumbo da ditadura militar”. [E acrescenta, afirmando que há] "um jogo psicológico que nos é apresentado através de uma escrita bem feita, minuciosamente cuidada, instigante e envolvente. A história não é narrada da convencional maneira linear. Apesar disso, apresenta uma escrita sofisticada, enxuta, o que permite identificar uma sequência, espacial e temporal, lógica no enredo".

## Prêmios
Livro vencedor do Prêmio "José de Alencar" na categoria romance inédito pela União Brasileira de Escritores - UBE-RJ, Rio de Janeiro, 2017.